# Cyrtotria peltata
Cyrtotria peltata är en kackerlacksart som beskrevs av Rehn, J. A. G. 1937. Cyrtotria peltata ingår i släktet Cyrtotria och familjen jättekackerlackor. Inga underarter finns listade i Catalogue of Life.